# Beady Eye
Beady Eye és una banda britànica de rock formada a Londres l'any 2009 per quatre antics membres d'Oasis: Liam Gallagher, Gem Archer, Andy Bell i Chris Sharrock.

 L'alineació del grup és similar a l'alineació final d'Oasis, però sense comptar amb el guitarrista i compositor Noel Gallagher, qui amb la seva sortida d'Oasis va causar la dissolució de la banda.
 Andy Bell tocava el baix a Oasis, però ara toca la guitarra a la nova banda.
 La posició del baix és presa per Jeff Wootton per a actuacions en viu.
 El teclista Jay Darlington que acompanyava a Oasis en les seves gires musicals, va decidir no continuar en el projecte i va ser reemplaçat per Matt Jones.

La banda va començar a escriure i gravar el seu nou material al novembre de 2009, 
 i va oferir un avançament del seu proper àlbum amb la cançó "Bring The Light", el 10 de novembre de 2010 com descàrrega gratuïta.

"The Roller" va ser anunciat com a primer single de la banda i es va donar a conèixer el 7 de gener de 2011. L'àlbum d'estudi de la banda titulat: Different Gear, Still Speeding, produït per Steve Lillywhite va ser llançat el 28 de febrer de 2011.

El 23 de novembre de 2010, la banda va anunciar un petit tour europeu per al març de 2011 incloent sis dates en el Regne Unit començant en Glasgow el 3 de març i finalitzant en Brussel·les el 22 de març. La banda també es presentarà en el *Isle of *Wight festival el 13 de juny de 2011.

## Beady Eye Records
Beady Eye Records Ltd. és un segell discogràfic creat per la banda per a llançar el seu material en el Regne Unit i Irlanda. Té el mateix propòsit que Big Brother Recordings va tenir amb Oasis.

## Discografia

### Àlbum
- Different Gear, Still Speeding (28 de febrer de 2011)

Be (juny de 2013)

### Senzills
- "Bring The Light" (22 de novembre de 2010) #61, #1 Indie, #1 Rock Reino Unido
- "Four Letter Word" (26 de desembre de 2010)
- "The Roller" (21 de febrer de 2011)
- "Millionaire" (2011)
- "The Beat Goes On" (11 de juliol de 2011

## Membres
Membres oficials
- Liam Gallagher – Cantant
- Gem Archer – Guitarra
- Andy Bell – Guitarra
- Chris Sharrock – Bateria

Membres per actuacions en viu
- Jeff Wootton – Baix
- Matt Jones – Teclat